# Publicista (escritor)
Publicista es un término polisémico que según el Diccionario de la Real Academia Española puede servir para describir a una persona que «escribe para el público» sobre diversos temas. En el campo del periodismo o literatura política, se describe a un publicista como aquel escritor que usa los medios de que dispone para difundir unas determinadas ideas, en una forma de activismo político o ideológico.
El lexicógrafo estadounidense Noah Webster lo definía a mediados del siglo XIX como «escritor de las leyes de la naturaleza y de las naciones, el que trata del derecho de las naciones», mientras que, también en dicha centuria, la enciclopedia alemana Real Encyclopedie für diegebildeten Stande, la enciclopedia Brockhaus, hacía referencia a que el publicista reunía a «un conocimiento extenso del derecho público de las naciones europeas más importantes, y en particular del de la nación a que pertenece, el estudio del derecho filosófico de la Política, de la Historia y de la Estadística.